# 德爾塔峰
德爾塔峰（英語：Delta Peak）是南極洲的山峰，位於瑪麗伯德地，處於耶爾森山東北面11公里，屬於拉戈斯山脈的一部分，美國地質調查局根據測量和美國海軍拍攝的空中照片繪入地圖，現時由南極條約體系管理。